# Altweibersommer (2025)
Altweibersommer ist ein österreichischer Spielfilm aus dem Jahr 2025 von Pia Hierzegger, die mit der Tragikomödie ihr Regiedebüt gab, das Drehbuch schrieb und neben Ursula Strauss und Diana Amft eine der Hauptrollen übernahm.

## Handlung
Elli, Astrid und Isabella sind drei Frauen Ende 40, die früher in einer Wohngemeinschaft zusammengelebt hatten. Die drei machen einen Campingurlaub und Ausflug nach Venedig.
Allerdings ist nichts mehr wie früher, auch weil Elli unter Brustkrebs leidet. Nachdem Astrid einem tödlich verunfallten Mann sein Erspartes stiehlt, verlassen die Drei alte Muster.

## Produktion und Hintergrund
Die Dreharbeiten fanden an 27 Drehtagen vom 26. September bis zum 3. November 2023 in der Steiermark, in Venedig und in Wien statt. Drehort war unter anderem der Erlaufsee, wo Mitglieder der Freiwilligen Feuerwehr Mariazell mitwirkten.
Produziert wurde der Film von der Film AG und der Allegro Film, als Produzenten fungierten Alexander Glehr und Johanna Scherz und als Serviceproduzentin in Italien Marica Stocchi von der EGG Production. Unterstützt wurde der Film vom Österreichischen Filminstitut und vom Filmfonds Wien, beteiligt war der ORF.
Die Kamera führte Klemens Hufnagl, die Musik schrieb Kyrre Kvam, die Montage verantwortete Olivia Retzer und das Casting Rita Waszilovics. Den Ton gestalteten Theda Schifferdecker, Flora Rajakowitsch und Alexander Koller, das Kostümbild Christine Ludwig, das Szenenbild Julia Oberndorfinger und die Maske Danijela Brdar. Als Intimitätskoordinatorin fungierte Cornelia Dworak.

## Veröffentlichung
Premiere war am 29. März 2025 im Wettbewerb des Filmfestivals Diagonale in Graz. Am 4. April 2025 kam der Film in die österreichischen Kinos.
Im Mai 2025 wurde mit dem Film das Filmkunstfest Mecklenburg-Vorpommern eröffnet. Der deutsche Kinostart erfolgte am 31. Juli 2025.

## Rezeption
Isabella Wallnöfer schrieb in der österreichischen Tageszeitung Die Presse, dass der Film vielleicht nicht so flott wie manche Austro-Komödien inszeniert sei. Dafür wirke dieser aber auch nicht überdreht und habe angenehmen Tiefgang.
Christian Klosz vergab auf filmpluskritik.com 69 von 100 Punkten. Die Produktion sei im besten Sinne typisch österreichisch, verbinde gekonnt Tragisches mit Komischem und sei ein veritables und sympathisches Porträt Frauen mittleren Alters geworden, das kurzweilig unterhalte.
Valerie Dirk bezeichnete den Film auf DerStandard.at als warmherzig erzählte Geschichte, die die Balance zwischen Drama und Komödie gut halte. Eine Menopausen-Tragikomödie, die ein breites Publikum adressiere. Ein bisserl Pfeffer fehle der Inszenierung, die Dialoge seien stellenweise schwerfällig, die Figuren schrammten beizeiten am Klischee. Dafür sei der Soundtrack zwischen New-Wave-Punk à la Lene Lovich und Italo-Pop genau al dente.
Ute Maria Baumhackl (4 von 5 Punkte) befand in der Kleinen Zeitung, dass es nicht viele Autorinnen gebe, die solche Themen leichthändig verhandeln könnten und beschrieb den Film als warmherziges wie unsentimentales Porträt der weiblichen Lebensmitte.
Dieter Oßwald schreibt im Arthaus-Portal Programmkino.de, dass die Balance zwischen Ernst und Humor souverän gehalten werde. Als Sahnehäubchen gäbe es einen Gastauftritt von Humor-Ikone Josef Hader, dem Lebensgefährten der Regisseurin.
Anke Sterneborg (4 von 5 Sterne) nannte die Produktion auf epd-film.de als unsentimentale Mischung aus Sanftheit und Präzision, aus Komik und Tragik.
Falk Straub (6 von 10 Punkte) meinte auf film-rezensionen.de, dass die Tragikomödie mit einigen lustigen Wendungen überrasche und durch eine realistische Figurenzeichnung überzeuge. Der Film schöpfe sein komödiantisches Potenzial aber nicht vollends aus, weil Situationen, Dialoge und Pointen nicht konsequent genug zugespitzt würden.

## Auszeichnungen
Filmkunstfest Mecklenburg-Vorpommern 2025
- Auszeichnung mit dem NDR-Regie-Preis (Pia Hierzegger)[20]